# Dragstrip Girl
Dragstrip Girl è un film del 1957 diretto da Edward L. Cahn con Fay Spain.

## Trama
La giovane Louise Blake inizia a uscire a bordo di potenti auto con il giovane Jim Donaldson. Ma i genitori non sono d'accordo e faranno di tutto per ostacolare i due.

## Curiosità
- Un omaggio al film è presente in Pulp Fiction di Quentin Tarantino: in una scena della pellicola in questione appare la locandina di Dragstrip Girl.

È citato nel romanzo di Stephen King 22/11/63, poco dopo il ritorno del protagonista dal suo primo viaggio indietro nel tempo al 1958.